# 栗平
栗平（くりひら）は、神奈川県川崎市麻生区の地名。現行行政地名は栗平1丁目から栗平2丁目。住居表示実施済区域。

## 地理
「栗平」は栗木（くりぎ）と片平（かたひら）の合成地名。麻生区の北西部に位置し、東に白鳥、南に片平、西に栗木台、北に稲城市平尾と接している。

## 歴史

### 沿革
- 1976年（昭和51年）11月1日 - 住居表示の実施に伴い、栗平1丁目から栗平2丁目を新設。川崎市多摩区栗平となる。
- 1982年（昭和57年）7月 - 多摩区から麻生区を分区し、川崎市麻生区栗平となる。
- 2006年（平成18年）12月23日 - 1丁目の一部で住居表示を実施[5][6]。

## 世帯数と人口
2025年（令和7年）6月30日現在（川崎市発表）の世帯数と人口は以下の通りである。
| 丁目      | 世帯数    | 人口    |
| --------- | --------- | ------- |
| 栗平1丁目 | 465世帯   | 959人   |
| 栗平2丁目 | 841世帯   | 1,898人 |
| 計        | 1,306世帯 | 2,860人 |

### 人口の変遷
国勢調査による人口の推移。
| 年                 | 人口  |
| ------------------ | ----- |
| 1995年（平成7年）  | 1,583 |
| 2000年（平成12年） | 1,742 |
| 2005年（平成17年） | 2,434 |
| 2010年（平成22年） | 2,824 |
| 2015年（平成27年） | 2,955 |
| 2020年（令和2年）  | 3,103 |

### 世帯数の変遷
国勢調査による世帯数の推移。
| 年                 | 世帯数 |
| ------------------ | ------ |
| 1995年（平成7年）  | 610    |
| 2000年（平成12年） | 705    |
| 2005年（平成17年） | 911    |
| 2010年（平成22年） | 1,051  |
| 2015年（平成27年） | 1,217  |
| 2020年（令和2年）  | 1,288  |

## 学区
市立小・中学校に通う場合、学区は以下の通りとなる（2021年12月時点）。
| 丁目      | 番・番地等 | 小学校               | 中学校             |
| --------- | ---------- | -------------------- | ------------------ |
| 栗平1丁目 | 全域       | 川崎市立栗木台小学校 | 川崎市立白鳥中学校 |
| 栗平2丁目 | 全域       | 川崎市立栗木台小学校 | 川崎市立白鳥中学校 |

## 事業所
2021年（令和3年）現在の経済センサス調査による事業所数と従業員数は以下の通りである。
| 丁目      | 事業所数 | 従業員数 |
| --------- | -------- | -------- |
| 栗平1丁目 | 16事業所 | 119人    |
| 栗平2丁目 | 41事業所 | 513人    |
| 計        | 57事業所 | 632人    |

### 事業者数の変遷
経済センサスによる事業所数の推移。
| 年                 | 事業者数 |
| ------------------ | -------- |
| 2016年（平成28年） | 59       |
| 2021年（令和3年）  | 57       |

### 従業員数の変遷
経済センサスによる従業員数の推移。
| 年                 | 従業員数 |
| ------------------ | -------- |
| 2016年（平成28年） | 702      |
| 2021年（令和3年）  | 632      |

## 交通

### 鉄道
- 小田急電鉄多摩線
  - 栗平駅

### 道路
- 神奈川県道137号上麻生連光寺線

## 施設

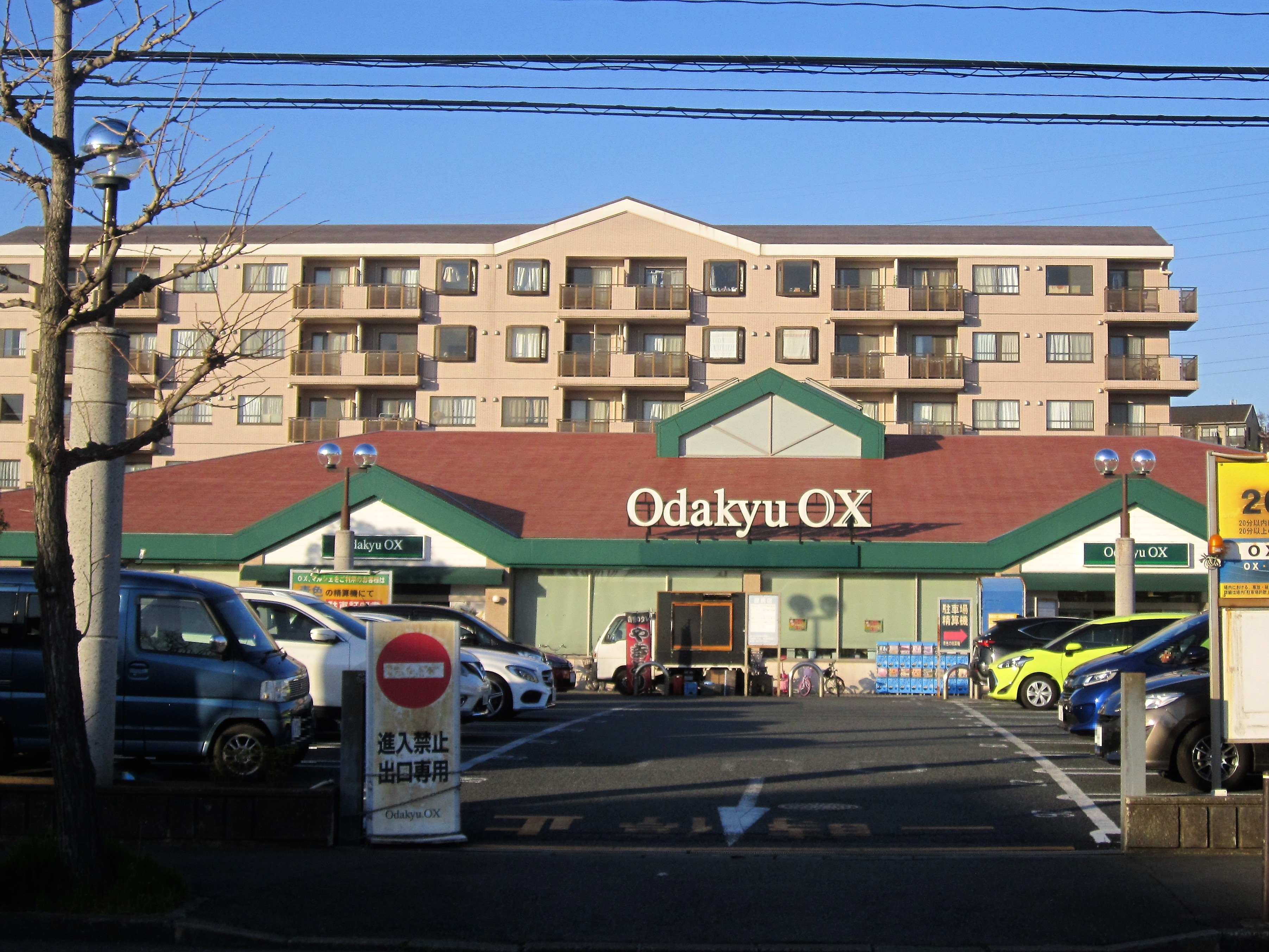
Odakyu OX 栗平店

- 川崎栗平郵便局[17]
- Odakyu OX 栗平店[18]

## その他

### 日本郵便
- 郵便番号 : 215-0031[3]（集配局：麻生郵便局[19]）

### 警察
町内の警察の管轄区域は以下の通りである。
| 町丁      | 番・番地等 | 警察署     | 交番・駐在所 |
| --------- | ---------- | ---------- | ------------ |
| 栗平1丁目 | 全域       | 麻生警察署 | 栗平駅前交番 |
| 栗平2丁目 | 全域       | 麻生警察署 | 栗平駅前交番 |